# 英國入侵拉普拉塔河
英國入侵拉普拉塔河（西班牙語：Invasiones inglesas al Río de la Plata）是大英帝国在1806年至1807年间兩次嘗試入侵西班牙美洲拉普拉塔总督辖区的統稱，戰場位於今天的阿根廷和烏拉圭。入侵行動發生於1806年至1807年，是拿破崙戰爭中的一場軍事行動。當時的西班牙為法蘭西第一帝國的盟友。

## 入侵行动
入侵行動共有兩個階段：
- 第一次入侵行动发生在1806年，其中英国军队占领了拉普拉塔河总督辖区首府布宜诺斯艾利斯市，并在46天后被来自布宜诺斯艾利斯和附近城镇的民兵组成的军队，外加来自蒙得维的亚由圣地亚哥·德利尼尔斯（西班牙语：Santiago de Liniers）指挥的增援部队击败。
- 第二次入侵行动（西班牙语：Segunda invasión inglesa al Río de la Plata）发生在1807年，英国军队在占领蒙得维的亚之后，在停留了數個月。在试图占领布宜诺斯艾利斯时遭到了由西班牙殖民軍和當地民兵组成的防御部队的抵抗，英軍傷亡過半，被迫撤退。

西班牙帝国的民兵成功在当时的国际冲突背景下保卫其领土。但是两次在入侵行动下，克里奥尔民兵领导开始获得权力和声望，并增加了独立派的影响力和热情，这使英国入侵成为拉普拉塔总督辖区解放事业的催化剂之一。

## 背景
西班牙在拉普拉塔平原的领土自从征服和殖民化以来，一直受到当地土著不断袭击，以及来自葡萄牙在巴西的扩张，试图从上游获得走大西洋路线的上秘鲁地区黄金白银。
直到1680年科洛尼亚-德尔萨克拉门托的建立，拉普拉塔河才对国际经济和政治具有真正的战略重要性。
1713年4月11日签署的烏得勒支和約结束了从1701年哈布斯堡王朝末代国王卡洛斯二世逝世后爆发的西班牙王位继承战争，最终王位由源自法国的波旁王朝所继承，随后开展波旁改革。